# District de Kaztal
Le district de Kaztal (en kazakh : Қазтал ауданы) est un district de l'oblys du Kazakhstan-Occidental au Kazakhstan.

## Géographie
Le centre administratif du district est Kaztal.

## Démographie
En  2013, le district a une population estimée à 31 089 habitants.